# Alexander Szabó
Alexander "Sándor" Szabó, (* 4. ledna 1906 v Košicích, Rakousko-Uhersko – 16. října 1966 v Los Angeles, Spojené státy) byl slovenský zápasník – klasik maďarského původu. V roce 1927 získal pro Československo první titul mistra Evropy v zápase. V roce 1928 se však nekvalifikoval na olympijské hry v Amsterdamu. Od roku 1929 žil v Spojených státech, kde se živil zápasením profesionálně. Byl znám pod přezdívkou Adonis. V roce 1938 získal americké občanství.

## Sportovní kariéra
První zápasnické chvaty ho naučil známý košický zápasník Kálmán Kaukes, který ho přivedl do zápasnického oddílu Snaha Košice. Potom co se vyučil řezníkem začal objíždět zápasnické turnaje po Československu a Maďarsku.
V roce 1924 se připravoval v Budapešti v klubu MAC, ale již po roce se vrátil do rodných Košic. V roce 1925 se stal poprvé mistrem republiky jako člen klubu KAC Košice. V roce 1926 startoval poprvé na mistrovstvý Evropy a vybojoval pěkné třetí místo. Tento úspěch mu zajistil následnou působnost v Praze, kde si při tréninku odkrucoval vojenskou službu. V roce 1927 odjížděl na mistrovství Evropy s naraženými žebry, ale zranění dokázal překonat a vybojoval první titul mistra Evropy pro Československo.
V roce 1928 měl startovat na olympijských hrách v Amsterdamu, jenže tehdejší sportovní vedení se rozhodlo uspořádat nominační turnaj. Jeho největší rival o účast v Amsterdamu Oldřich Pštros pojal přípravu na nominační turnaj svědomitěji, získal si na svojí stranu rozhodčí a připravil mistra Evropy o účast na olympijských hrách. Po tomto neúspěchu si odjel spravit náladu na turnaje do Skandinávie. Od roku 1929 žil v Budapešti. V témže roce dostal od jednoho amerického novináře nabídku věnovat se zápasu profesionálně a nezaváhal.

## Profesionální kariéra
V roce 1929 připlul parníkem z Hamburku do New Yorku a zahájil svojí dlouholetou profesionální kariéru. V prvních letech žil nedaleko New Yorku, kde zápasil v Madison Square Garden, dále ve Philadelphii v Kanadě a dalších městech poblíž New Yorku.
V roce 1934 se oženil s Lilian Kiefferovou a v roce 1935 se s manželkou přesunul na západní pobřeží Spojených států. Usadil se v Santa Monice a stal se známým pod přezdívkou Adonis. Několikrát získal mistrovský pás organizace NWU (National Wrestling Alliance). Ke konci své profesionální kariéry působil v Japonsku.
Během své kariéry si přišel ročně až na 50.000$ (dnes zhruba 500.000$). V roce 1956 během maďarského povstání pomohl řadě lidí k emigraci do Spojených států. Žil spokojený život v Santa Monice až do své smrti na infarkt v roce 1966. V roce 2013 byl uveden do síně slávy Wrestling Observer Newsletter.